# Josef Reisinger (Eisschnellläufer)
Josef Reisinger (* 13. Februar 1940 in Wien; † 26. April 2003) war ein österreichischer Eisschnellläufer.
Reisinger, der für den Wiener Eislauf-Verein startete, wurde im Jahr 1958 Zweiter bei den österreichischen Juniorenmeisterschaften im Kleinen Vierkampf und nahm von 1957 bis 1969 an internationalen Wettbewerben teil. Dabei nahm er an keiner Weltmeisterschaft teil und belegte bei den Olympischen Winterspielen 1964 in Innsbruck den 51. Platz über 1500 m. Zudem  kam er bei der Winter-Universiade 1968 in Innsbruck auf den 22. Platz über 1500 m und auf den 21. Rang über 3000 m. Seine beste Platzierung bei österreichischen Meisterschaften erreichte er in den Jahren 1961, 1962 und 1964 mit dem vierten Platz im Großen Vierkampf. Im Jahr 2003 starb er bei einem Verkehrsunfall als Beifahrer in einem Fahrzeug.

## Persönliche Bestzeiten
| Disziplin | Zeit        | Datum             | Ort                  |
| --------- | ----------- | ----------------- | -------------------- |
| 500 m     | 46,3 s      | 11. Januar 1969   | Madonna di Campiglio |
| 1000 m    | 1:37,1 min  | 20. Januar 1959   | Davos                |
| 1500 m    | 2:23,9 min  | 19. Januar 1963   | Innsbruck            |
| 3000 m    | 5:02,7 min  | 21. Dezember 1963 | Innsbruck            |
| 5000 m    | 8:35,7 min  | 19. Januar 1963   | Innsbruck            |
| 10.000 m  | 18:04,9 min | 18. Januar 1964   | Innsbruck            |